# الجسيم النانوي الخماسي

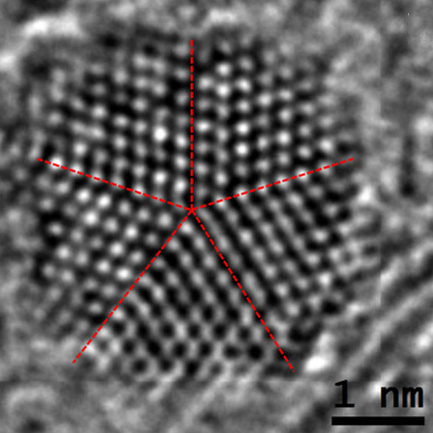
جسيم نانوي من مادة PtFe1.2 ذات العشرة أوجه.

الجسيم النانوي الخماسي (بالإنجليزية: fiveling)‏، المعروف أيضًا باسم الجسيمات النانوية عشرية السطوح decahedral nanoparticle، أو الجسيم النانوي المتعدد التوائم (multiply-twinned particle MTP)، أو الجسيم النانوي الخماسي pentagonal nanoparticle، أو التوأم الخماسي pentatwin، أو five-fold twin هو نوع من البلورات التوأم التي يمكن أن توجد في أحجام تتراوح أبعادها من نانومتر إلى ملليمترات. يحتوي على خمس بلورات مفردة مختلفة مرتبة حول محور مشترك. في معظم الحالات، تحتوي كل وحدة على ترتيب مكعب مركزي الوجه (fcc) للذرات، على الرغم من أنها معروفة أيضًا بأنواع أخرى من البنية البلورية.
يحدث التنوي لهذه الجسيمات بأحجام صغيرة جدًا في نطاق النانومتر، ولكن يمكن أن تصل إلى أحجام أكبر بكثير. عُثر عليها في بلورات معدنية  استُخرجت من مناجم مثل البنتاغونيت [الإنجليزية]، أو الذهب الأصلي من أوكرانيا، في قضبان المعادن المُصنعة من خلال العمليات الكهروكيميائية وفي الجسيمات النانوية الناتجة عن تكثيف المعادن إما على ركائز أو في غازات خاملة. وقد جرى البحث عن استخداماتها المحتملة في مجالات مثل تحسين كفاءة الخلايا الشمسية أو التحفيز غير المتجانس لإنتاج أكثر كفاءة للمواد الكيميائية. وتنتشر المعلومات المتعلقة بها عبر مجموعة متنوعة من التخصصات العلمية، وخاصة الكيمياء، وعلوم المواد، وعلم المعادن، والمواد النانوية، والفيزياء. وبسبب استخدام العديد من الأسماء المختلفة لتلك الجسيمات، فإن المعلومات في التخصصات المختلفة أو داخل أي تخصص واحد تكون في بعض الأحيان مجزأة ومتداخلة.
في الجسيمات ذات الأحجام الصغيرة في نطاق النانومتر، حتى المليمترات في الحجم من المعادن ذات التركيب البلوري مكعب مركزي الوجه (fcc)، غالبًا ما يكون بها مزيج من الأوجه {111} و{100}، وهو شكل منخفض الطاقة يسمى «عشرس ماركس (بالإنجليزية: Marks decahedron)‏». بالنسبة للبلورة المفردة، في الأحجام الصغيرة، يمكن أن يكون للخمسة بلورات بنية ذات طاقة منخفضة بسبب وجود المزيد من جوانب السطح surface facets ذات الطاقة المنخفضة. عند موازنة هذا، هناك تكلفة طاقة بسبب الضغوط المرنة [الإنجليزية] لإغلاق فجوة زاوية ( الانحراف)، مما يجعلها أعلى في الطاقة في الأحجام الأكبر. يمكن أن تكون هذه الهياكل الأكثر استقرارًا في بعض الأحجام المتوسطة، ولكنها قد تكون واحدة من بين العديد من الهياكل المختلفة في مجموعة من الهياكل المختلفة بسبب مزيج من الجسيمات النانوية المتعايشة وعوامل النمو الحركية. يمكن أن تلعب درجة الحرارة وبيئة الغاز والامتصاص الكيميائي ‏ دورًا مهمًا في استقرارها الديناميكي الحراري ونموها. في حين أنها غالبًا ما تكون متماثلة، إلا أنها يمكن أن تكون غير متماثلة أيضًا مع الانحراف الذي لا يقع في مركز الجسيم.

## التاريخ

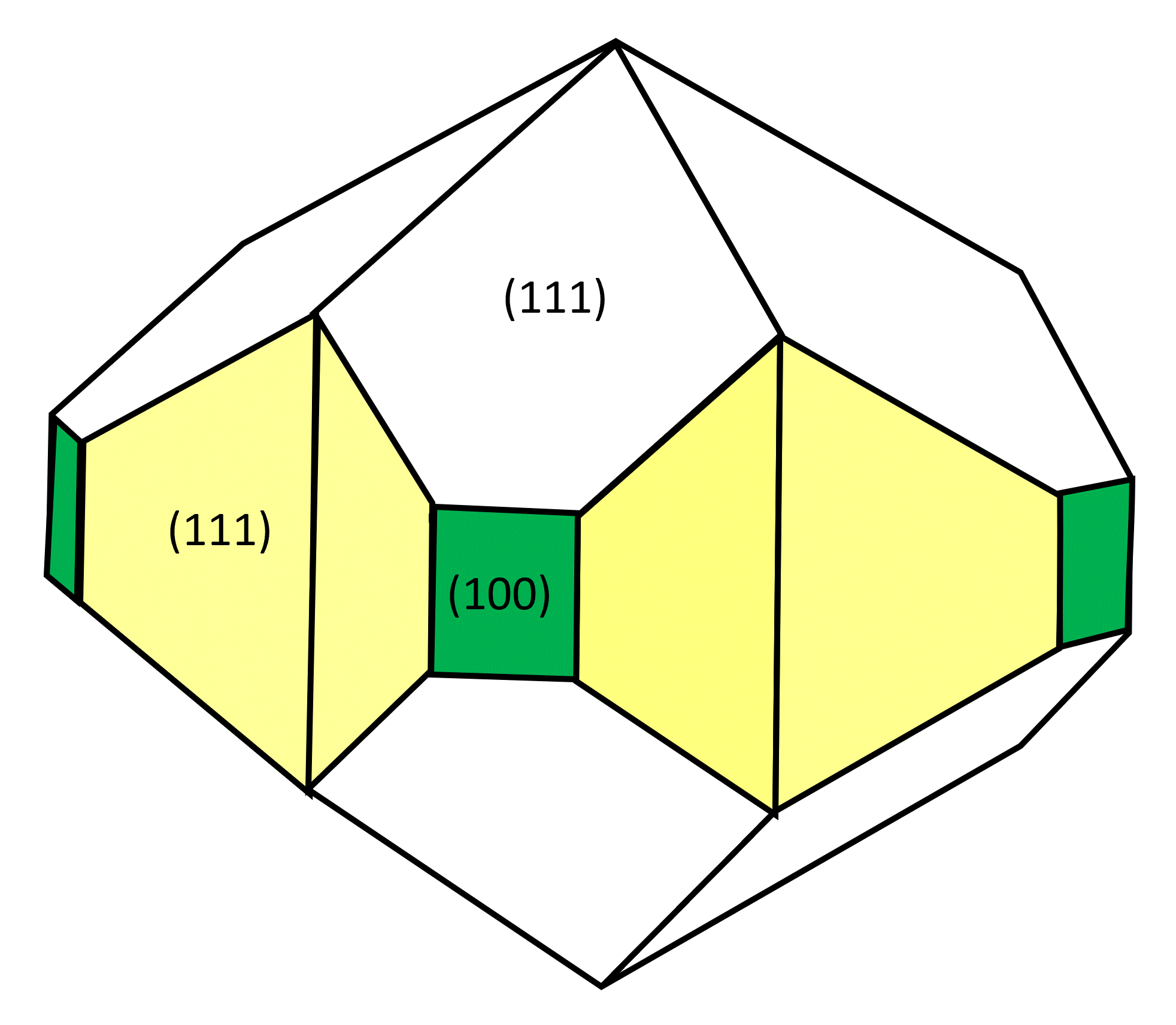
نسخة أعيد رسمها من رسم تخطيطي يعود إلى عام 1831م لخمسة لجسيم نانوي خماسي ذهبي من تصميم روز، وهو مجسم ماركس عشري الوجوه، حيث.

يعود تاريخ هذه الجسيمات إلى القرن التاسع عشر، حيث وردت تقارير عن هذه الجسيمات من مؤلفين مثل جاك لويس بورنون في عام 1813 للمارقشيت، وجوستاف روز في عام 1831 للذهب. في علم المعادن ومنشورات التوأمة البلورية يشار إليها على أنها نوع من التوأم الحلقي حيث يحدث ترتيب لعدد من وحدات البلورة المفردة المتطابقة في نمط يُشبه الحلقة حيث تنضم جميعها في نقطة أو خط مشترك. يأتي اسم fiveling من وجود خمسة أعضاء (بلورات مفردة). كانت المنشورات القديمة تعتمد في الأساس على المراقبة، مع معلومات عن العديد من المواد التي وثقها فيكتور مردخاي غولشميدت في أطلس أشكال البلورات . تتوفر رسومات توضح وجودها في المارقشيت والذهب والفضة والنحاس والماس. تستمر أشكال معدنية جديدة ذات بنية خماسية في الظهور، على سبيل المثال، البنتاغونيت [الإنجليزية]، الذي جرى فك تشفير بنيته لأول مرة في عام 1973، وقد سُمي بهذا الاسم لأنه غالبًا ما يُعثر عليه في شكل التوأمة الخماسية.
بدأت أغلب التحليلات الحديثة بملاحظة شوزو إينو وشيرو أوغاوا لهذه الجسيمات في عامي 1966 و1967، وكذلك العمل المستقل ولكن في وقت لاحق قليلاً الذي قام به جون أولبريس John Allpress وجون فيسي ساندرز John Veysey Sanders. في كلتا الحالتين، كانت دراسة مخصصة لترسيب المعدن في الفراغ  [الإنجليزية] على ركائز في ظروف نظيفة للغاية (فراغ فائق الارتفاع)، حيث توجد جزر نانوية بحجم 10-50 نانومتر، يجري تشكيلها أثناء نمو الغشاء الرقيق. وباستخدام المجهر الإلكتروني النافذ والحيود، أثبت هؤلاء المؤلفون وجود خمس وحدات بلورية مفردة في الجسيمات، وكذلك العلاقات التوأمية. كما لاحظوا أيضًا بلورات مفردة ونوعًا مرتبطًا من الجسيمات النانوية العشرينية [الإنجليزية]. وقد أطلقوا على البلورات الخماسية والعشرينية الوجوه اسم الجسيمات التوأم المتضاعفة. في ذلك العمل المبكر، أمكن تشكيل أشكال شبه مثالية من الجسيمات عشرية الوجوه (هرم ثنائي خماسي) وعشرينية الوجوه، لذلك جرى تسميتها بـ "مجسمات عشرية الوجوه متعددة الأوجه، وهي الأسماء التي ترتبط بتماثلات المجموعة النقطية [الإنجليزية] لمجسمات عشرية الوجوه ({\displaystyle D_{5h}}) وعشروني الوجوه icosahedral ({\displaystyle I_{h}}). بالتوازي، وبشكل مستقل على ما يبدو، كان هناك عمل على شعيرات تماس whiskers معدنية أكبر (أسلاك نانوية) والتي أظهرت في بعض الأحيان بنية خماسية متشابهة جدًا، وهو حدث نشر عنه جيرهارد فوم راث Gerhard vom Rath في عام 1877. كان هناك تحليل واسع النطاق إلى حد ما بعد ذلك، وخاصة بالنسبة للجسيمات النانوية، سواء فيما يتعلق ببنيتها الداخلية بواسطة بعض المجاهر الإلكترونية الأولى التي يمكنها التصوير على المستوى الذري، ومن خلال نماذج متواصلة أو ذرية مختلفة كما هو مذكور لاحقًا.
وفي أعقاب هذا العمل المبكر، بُذلت جهود كبيرة، لا سيما في اليابان، لفهم ما كان يُطلق عليه آنذاك "الجسيمات الدقيقة"، والتي يُطلق عليها الآن اسم الجسيمات النانوية. من خلال تسخين عناصر مختلفة بحيث تتبخر الذرات ثم تتكثف في جو من الأرجون الخامل، أمكن إنتاج جزيئات دقيقة من جميع المواد الصلبة الأولية تقريبًا ثم تحليلها باستخدام المجاهر الإلكترونية. عُثر على الجسيمات عشرية السطوح لجميع المواد المكعبة ذات مركز الوجه وبعض المواد الأخرى، غالبًا مع أشكال أخرى.

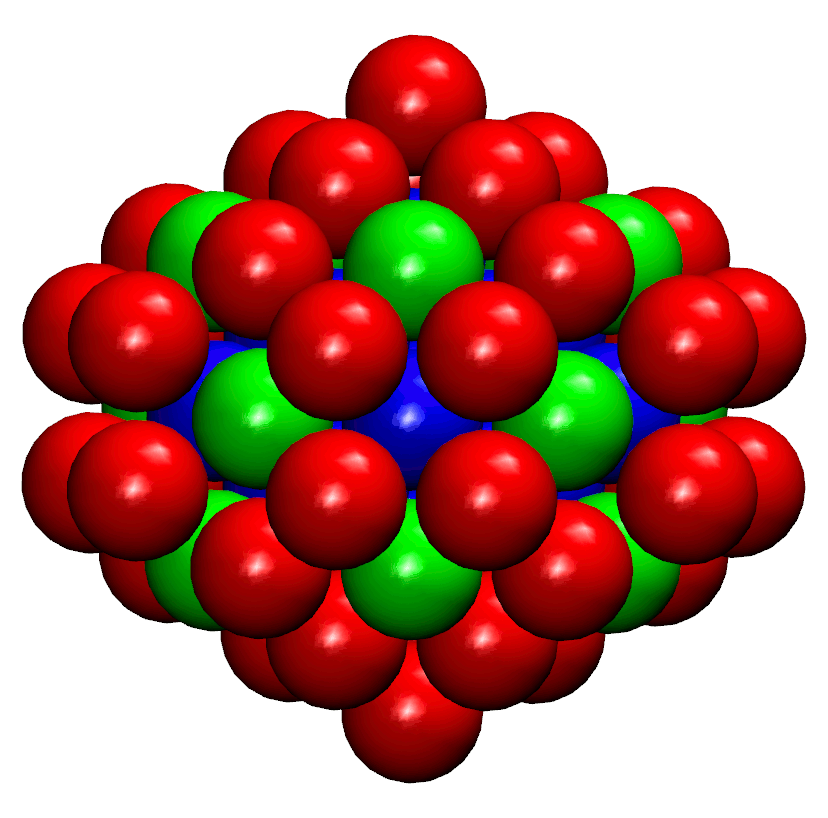
جرى حساب الحد الأدنى للطاقة في بنية عشرية الوجوه لـ 75 ذرة مع جهد لينارد جونز، وهي نسخة ذرية من عشرية الوجوه لماركس.

وفي حين كان هناك بعض العمل المستمر على مدى العقود التالية، فقد كان الفضل يرجع إلى مبادرة التقانة النانوية الوطنية أن أُعيد إشعال الاهتمام الكبير بهذا الموضوع. وفي الوقت نفسه، أصبحت مصطلحات مثل الجسيمات النانوية الخماسية، أو التوأم الخماسي، شائعة في الأوراق البحث المنشورة، إلى جانب الأسماء السابقة. وقد نُشر الآن عدد كبير من الطرق المختلفة لتصنيع هذه الجسيمات النانوية الخماسية، في بعض الأحيان بإنتاجية عالية ولكن غالبًا كجزء من مجموعة أكبر من الأشكال المختلفة. تتراوح هذه الطرق من طرق الحل الغرواني colloidal solution methods إلى طرق الترسيب المختلفةdeposition approaches. أمكن توثيق أن الجسيمات النانوية الخماسية تحدث بشكل متكرر للماس، والذهب والفضة، وأحيانًا للنحاس أو البلاديوم، ونادرًا ما تحدث لبعض المعادن المكعبة ذات الوجه المركزي (fcc) الأخرى مثل النيكل. هناك أيضًا حالات مثل البنتاغونيت حيث يسمح الهيكل البلوري بالتوأمة خماسية الأضلاع مع الحد الأدنى من الإجهاد المرن elastic strain أو عدم وجوده (انظر لاحقًا). أمكن ملاحظتها في بلورات غروانية تتكون من صفوف مرتبة من الجسيمات النانوية، وبلورات مفردة مكونة من جسيمات نانوية عشرية فردية. كان هناك نمذجة واسعة النطاق من خلال العديد من الأساليب المختلفة مثل الذرة المضمنة embedded atom، والجسم المتعدد many body، والديناميكيات الجزيئية، وأساليب الارتباط الضيق tight binding، وطرق نظرية الكثافة الوظيفية، كما ناقشها فرانشيسكا باليتو Francesca Baletto وريكاردو فيراندو Riccardo Ferrando ونُوقشت أيضًا في موضوع energy landscapes لاحقًا.

## اجهاد الانحراف

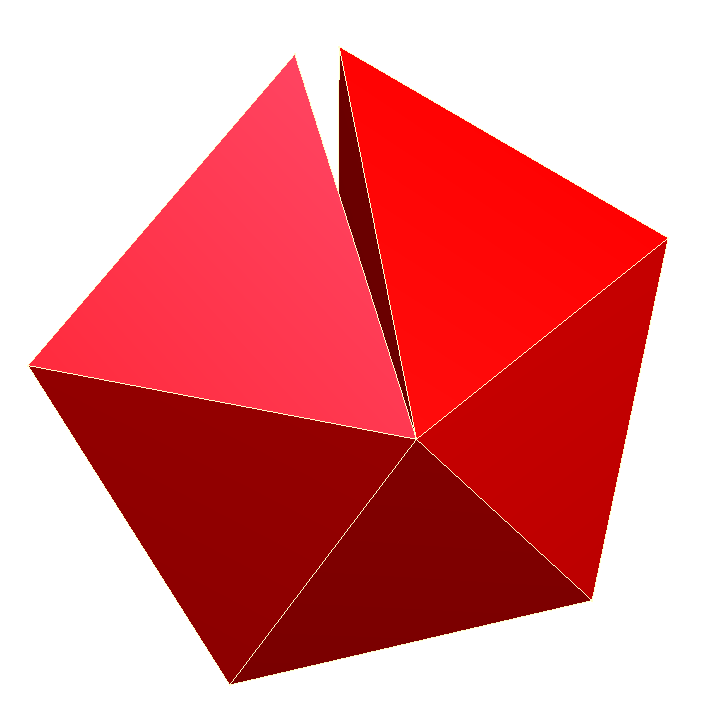
هرم خماسي ثنائي الشكل يُظهر الفجوة الزاوية للمكعب ذي الوجه المركزي.

تتكون هذه الجسيمات من خمس وحدات مختلفة (بلورية واحدة) متصلة ببعضها البعض بواسطة حدود توأم. الشكل الأبسط الموضح في الشكل يحتوي على خمس بلورات رباعية السطوح والتي غالبًا ما يكون لها بنية مكعبية مركزية الوجه، ولكن هناك احتمالات أخرى مثل مكعب الماس وبعض الأشكال الأخرى بالإضافة إلى أشكال أكثر تعقيدًا. الزاوية بين المستويين التوأمين تساوي تقريبًا 70.5 درجة في البنية المكعبية مركزية الوجه fcc، لذا فإن مجموع خمسة من هذه الزوايا يساوي 352.5 درجة (وليس 360 درجة) مما يؤدي إلى فجوة زاوية. في الأحجام الصغيرة، يحدث إغلاق لهذه الفجوة بواسطة تشوه مرن elastic deformation، والذي أشار إليه رولاند دي فيت Roland de Wit، ويمكن وصفه بأنه انحراف إسفيني wedge disclination، وهو نوع من العيوب ناقشه لأول مرة فيتو فولتيرا في عام 1907. مع هذا الانحراف، تختلف الضغوط اللازمة لإغلاق الفجوة شعاعيًا وتتوزع في جميع أنحاء الجسيم.
مع الهياكل الأخرى يمكن أن تكون الزاوية مختلفة؛ فالمارقشيت له زاوية مزدوجة تبلغ 74.6 درجة، لذلك بدلاً من إغلاق الإسفين المفقود، يجب فتح إسفين بزاوية 13 درجة، وهو ما يسمى بالانحراف السلبي بمقدار 13 درجة. وقد أشار تشاو ليانغ Chao Liang و يي يو Yi Yu، إلى أنه عند تضمين المعادن البينية intermetallics، يكون هناك نطاق من الزوايا المختلفة، بعضها مشابه لـمكعبية مركزية الوجه fcc حيث يوجد نقص (انحراف إيجابي)، وبعضها الآخر مثل AuCu حيث يوجد تداخل (انحراف سلبي) مشابه للمارقشيت، بينما يحتوي البنتاغونيت على أصغر تداخل على الأرجح عند 3.5 درجة.

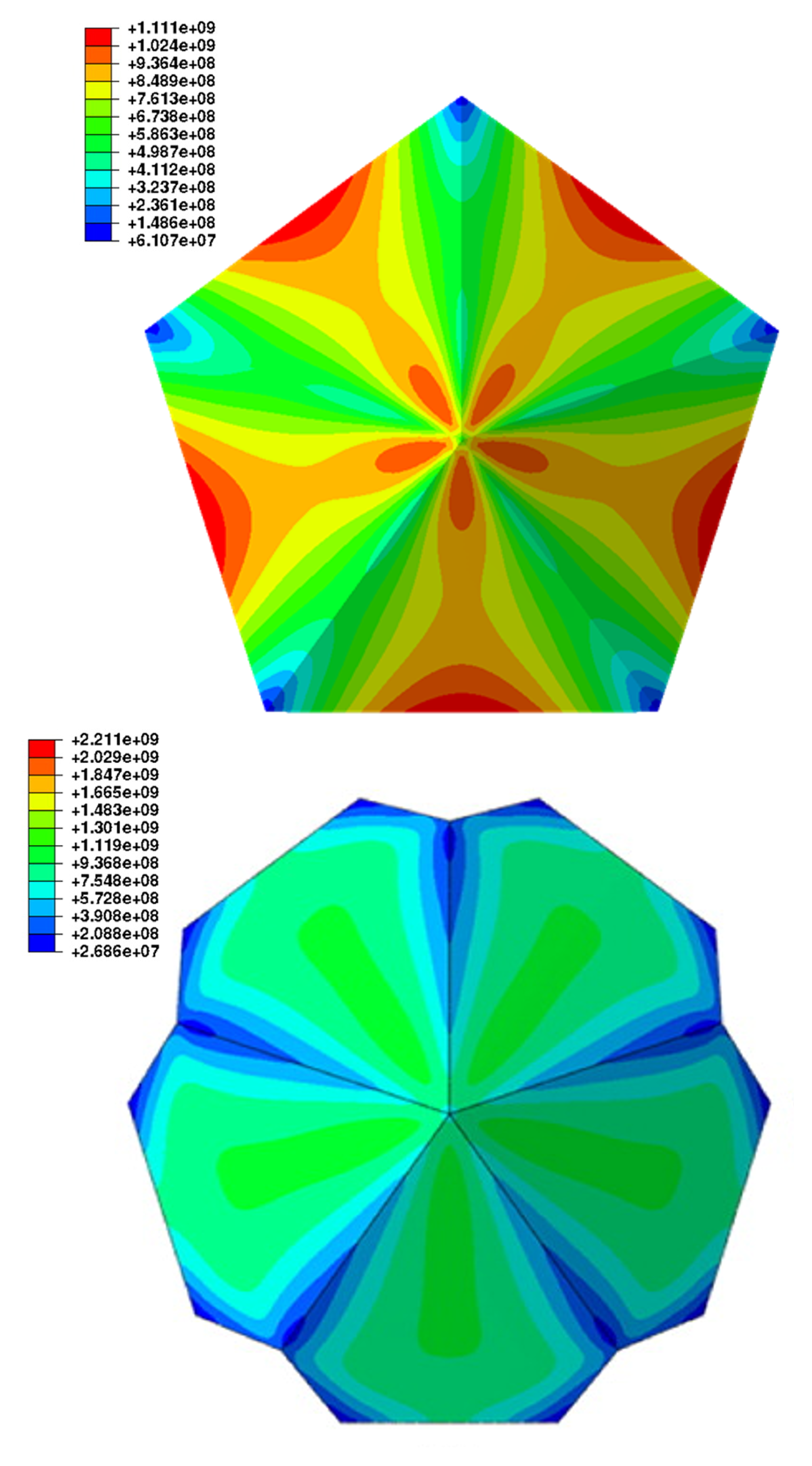
منظر علوي لإجهاد فون ميزس في الهرم الخماسي ثنائي الأضلاع وعشرة أوجه لماركس.

دعمت البيانات التجريبي المبكرة الناتجة باستخدام المجهر الإلكتروني النافذ عالي الدقة فكرة مجال إجهاد التمييز الموزع distributed disclination strain field في الجسيمات النانوية، كما فعل المجال المظلم وأنماط التصوير الأخرى في المجاهر الإلكترونية. في الجسيمات الأكبر حجمًا، اكتُشف حدوث انحراف (خلع) لتخفيف بعض الضغط. يتطلب تشوه الانحراف طاقة تتناسب مع حجم الجسيم، وبالتالي تكون الخلع أو حدود الحبوب أقل في الطاقة للأحجام الكبيرة.
في الآونة الأخيرة، كان هناك تحليل مفصل للمواقع الذرية أولاً بواسطة كريج جونسون Craig Johnson وآخرون، تلاه عدد من المؤلفين الآخرين، مما يوفر المزيد من المعلومات حول الإجهادات ويوضح كيفية توزيعها في الجسيمات. في حين أن مجال إجهاد التمييز التقليدي classic disclination strain field هو نموذج تقريب أولي معقول، إلا أن هناك اختلافات عند استخدام نماذج مرنة أكثر اكتمالاً مثل طرق العناصر المحدودة finite element methods، وخاصة كما أشار جونسون وآخرون، يجب استخدام المرونة المتباينة الخواص anisotropic elasticity. هناك تعقيد آخر وهو أن مجال الإجهاد هو ثلاثي الأبعاد، وهناك حاجة إلى طرق أكثر تعقيدًا لقياس التفاصيل الكاملة كما ذكرها بارت جوريس Bart Goris وآخرون، الذين ذكروا أيضًا مشكلات تتعلق بالإجهاد الناتج عن الغشاء الداعم. بالإضافة إلى ذلك، وكما أشار سريكانث باتالا Srikanth Patala ومونيكا أولفيرا دي لا كروز Monica Olvera de la Cruz وماركس Marks وكما هو موضح في الشكل، فإن إجهادات فون ميزس مختلفة بالنسبة للأهرامات الخماسية (النمو الحركي kinetic growth) مقابل شكل الطاقة الدنيا. اعتبارًا من عام 2024، تتوافق الإجهادات مع حسابات العناصر المحدودة ومجال إجهاد الانحراف disclination strain field، مع إمكانية إضافة مكون قص shear component عند الحدود التوأم لاستيعاب بعض الإجهادات.
البديل لنموذج إجهاد الانحراف الذي اقترحه BG Bagley في عام 1965 لشعيرات تماس (الشوارب whiskers) هو أن هناك تغييرًا في البنية الذرية بعيدًا عن المكعب المركزي الوجه؛ فرضية مفادها أن البنية البلورية الرباعية أقل في الطاقة من المكعب المركزي الوجه، وأن البنية الذرية ذات الطاقة المنخفضة تؤدي إلى الجسيمات العشرية السطوح. وقد جرى توسيع هذا الرأي بواسطة كاري يانج Cary Y. Yang ويمكن العثور عليه أيضًا في بعض الأعمال المبكرة لميغيل خوسيه ياكامان Miguel José Yacamán. لقد أُجريت قياسات للهيكل المتوسط باستخدام حيود الأشعة السينية والتي قيل أنها تدعم هذا الرأي. ومع ذلك، فإن قياسات الأشعة السينية هذه لا ترى إلا المتوسط الذي يُظهر بالضرورة ترتيبًا رباعيًا، وهناك أدلة واسعة النطاق على التشوهات غير المتجانسة التي يعود تاريخها إلى العمل المبكر لألبريس Allpress وساندرز Sanders، و تسوتومو كومودا Tsutomu Komoda، وماركس Marks وديفيد سميث David J. Smith، ومؤخرًا من خلال التصوير عالي الدقة لتفاصيل البنية الذرية. كما ذكر أعلاه، اعتبارًا من عام 2024، يدعم التصوير التجريبي نموذج الكشف مع مرونة متباينة الخواص anisotropic elasticity.

## شكل ثلاثي الأبعاد

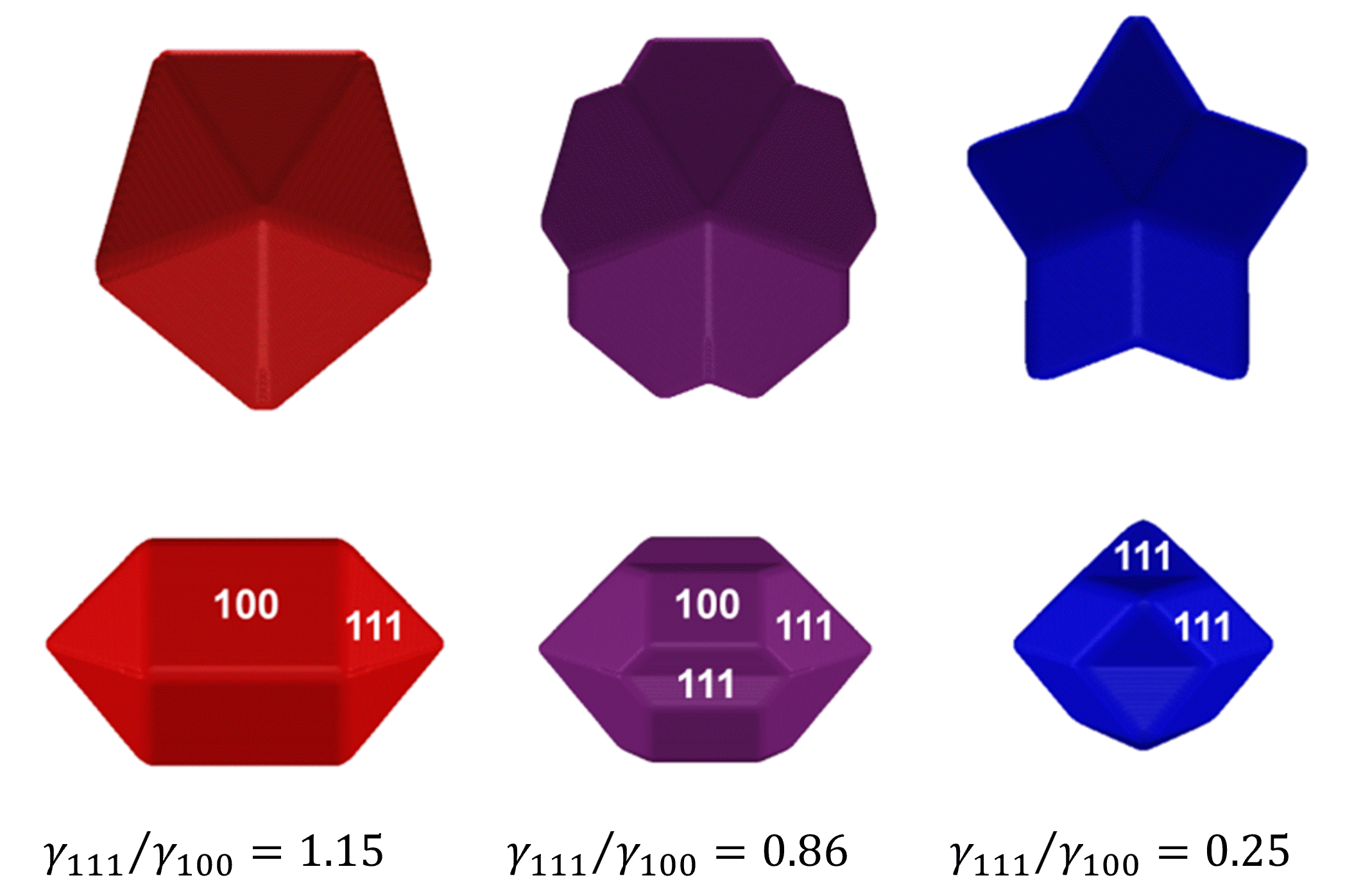
عشر وجوه ذات طاقات سطحية مختلفة (100) إلى (111)؛ من الأعلى، إلى الأسفل على طول المحور المشترك، ومن الأسفل من الجانب.

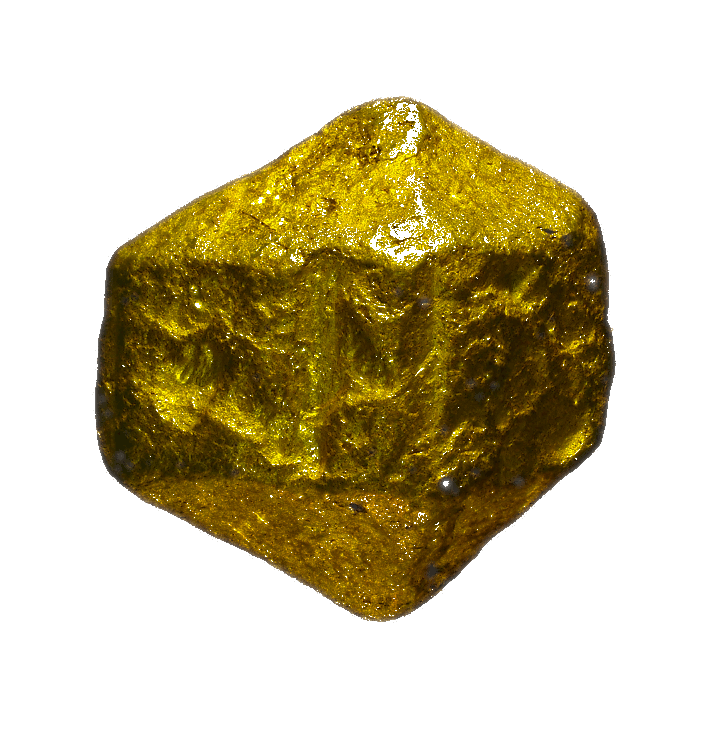
قطعة ذهبية صغيرة، ارتفاعها 0.5 سم من مياس، سيبيريا، روسيا، عشاري الوجوه لـ ماركس حيث.

يعتمد الشكل الثلاثي الأبعاد على كيفية تشكل الجسيمات النانوية الخماسية، بما في ذلك البيئة مثل ضغط الغاز ودرجة الحرارة. في العمل المبكر جدًا نُشر عن الأهرامات الخماسية فقط. في عام 1970 حاول إينو Ino وضع نموذج للطاقة، لكنه وجد أن هذه الأهرامات الثنائية كانت ذات طاقة أعلى من البلورات المفردة ذات شكل بناء وولف Wulff construction. وجد شكل طاقة أقل حيث أضاف أوجه {100}، وهو ما يُطلق عليه الآن اسم "عشري الوجوه لـ إينو" Ino decahedron. إن طاقة السطح لهذا الشكل ومقياس التوأم الإيكوساهيدرا icosahedral twinذي الصلة يساوي ثلثي أُس الحجم، وبالتالي يمكن أن تكون طاقة هذه الطاقة أقل من طاقة البلورة المفردة كما هو موضح بمزيد من التفصيل أدناه.
ومع ذلك، في حين كان إينو Ino قادراً على تفسير الجسيمات العشرينية السطوح، إلا أنه لم يكن قادراً على تفسير الجسيمات العشرية السطوح. لاحقًا، اقترح لورانس د. ماركس نموذجًا يستخدم كلًا من البيانات التجريبية والتحليل النظري، والذي يعتمد على بناء وولف المعدل الذي يتضمن المزيد من جوانب السطح، بما في ذلك سطح إينو {100} بالإضافة إلى الأسطح المعاد دخولها {111} عند الحدود التوأم مع إمكانية وجود أسطح أخرى مثل {110}، مع الاحتفاظ بتماثل المجموعة النقطية لعشرية السطوح {\displaystyle D_{5h}}. يتضمن هذا النهج أيضًا تأثير الغاز والعوامل البيئية الأخرى من خلال كيفية تغييرها للطاقة السطحية للجوانب المختلفة. من خلال الجمع بين هذا النموذج ومرونة دي ويت de Wit's elasticity، تمكن أرشيبالد هوي وماركس من تفسير استقرار الجسيمات المكونة من عشر وجوه. وسرعان ما أكدت أعمال أخرى الشكل الذي ذكره ماركس للجسيمات الملدنة. وقد جرى تأكيد ذلك بشكل أكبر في الحسابات الذرية التفصيلية بعد بضع سنوات بواسطة تشارلز كليفلاند Charles Cleveland وأوزي لاندمان Uzi Landman اللذين صاغا مصطلح ماركس ديكاهدرا Marks decahedra لهذه الأشكال، وهذا الاسم مستخدم على نطاق واسع الآن.
تعتمد الطاقة الدنيا أو الشكل الديناميكي الحراري لهذه الجسيمات على الطاقات السطحية النسبية للجوانب المختلفة، على غرار شكل وولف البلوري المفرد؛ يجري تشكيلها من خلال الجمع بين أجزاء من بناء وولف التقليدي مع وجهين داخليين إضافيين لتمثيل الحدود التوأم. نشرت كريستينا بوكوفالا Christina Boukouvala وآخرون نظرة عامة على الرموز لحساب هذه الأشكال في عام 2021. مع مراعاة أوجه {111} و{100} فقط:
- يحدث الشكل العشري للسطوح لـ إينو عندما تكون طاقة سطح الوجه {100} صغيرة، {\displaystyle \gamma _{111}>2\gamma _{100}/{\sqrt {3}}} ؛
- المشترك هو مجسم ماركس العشري الوجوه الذي يحتوي على {100} وجه وسطح إعادة الدخول عند الحدود التوأمية لـ {\displaystyle \gamma _{100}/{\sqrt {3}}<\gamma _{111}<2\gamma _{100}/{\sqrt {3}}}
- عندما تكون {\displaystyle \gamma _{111}<\gamma _{100}/{\sqrt {3}}} لا يوجد وجوه {100}، وقد سُميت الجسيمات بالنجوم النانوية nanostars.[94]
- لمستوى منخفض جدًا {\displaystyle \gamma _{100}} يكون شكل التوازن على هيئة قضيب طويل على طول المحور الخماسي المشترك.

صورة لـ 0.5 سم من الذهب الخماسي من مياس بروسيا تُظهر مجسم ماركس ذو العشرة وجوه {\displaystyle \gamma _{111}\approx 0.85\gamma _{100}}، في حين أن رسم روز هو لـ {\displaystyle \gamma _{111}\approx 0.7\gamma _{100}}. تتوافق مجموعة الذرات المكونة من 75 ذرة (75 atom) الموضحة أعلاه مع نفس الشكل لعدد صغير من الذرات. تجريبيًا، في بلورات fcc، تكون الأشكال الجسيملا النانوية الخماسية ذات الوجوه {111} و{100} فقط شائعة، ولكن يمكن أن توجد العديد من الوجوه الأخرى في بنية وولف مما يؤدي إلى أشكال أكثر تقريبًا، على سبيل المثال الوجه {113} للسيليكون. من المعروف أن السطح يمكن إعادة بنائه reconstruct إلى ترتيب ذري مختلف في المستوى الذري الخارجي، على سبيل المثال إعادة بناء ثنائي لـ أوجه {100} من جسيمات السيليكون من طبقة سداسية على الوجه {100} من الذهب ذي العشرة أوجه.

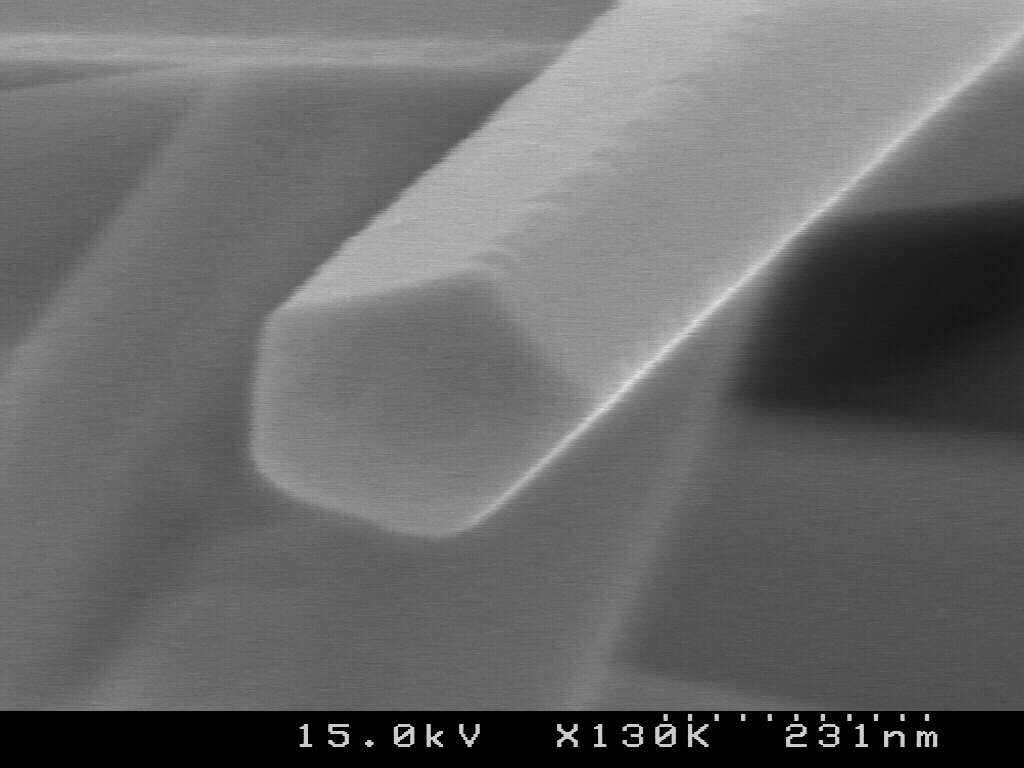
صورة مجهر مسح إلكتروني لقضيب عشري من الفضة.

إن الشكل الموجود لا يعتمد فقط على طاقة السطح للأوجه المختلفة، بل يعتمد أيضًا على كيفية نمو الجسيمات (تشكُلها). يمكن تحديد الشكل الديناميكي الحراري من خلال بناء وولف، الذي يأخذ في الاعتبار طاقة كل وجه سطح ممكن ويعطي الشكل الأقل طاقة. كان مجسم ماركس العشري الوجوه الأصلي يعتمد على شكل من أشكال بناء وولف الذي يأخذ في الاعتبار الحدود التوأم. هناك بناء وولف الحركي ذي الصلة حيث يُستخدم معدل نمو الأسطح المختلفة بدلاً من الطاقات. هذا النوع من النمو له أهمية عندما يؤدي تكوين جزيرة (island growth) جديدة على وجهٍ مستوٍ إلى الحد من معدل النمو. إذا نمت أوجه أينو {100} بشكل أسرع، فلن تظهر في الشكل النهائي، على نحو مماثل بالنسبة للأسطح المعاد دخولها عند الحدود التوأمية - وهذا يؤدي إلى الأهرامات الخماسية التي غالبًا ما يمكن ملاحظتها. بدلاً من ذلك، إذا نمت الأسطح {111} بسرعة و{100} ببطء، فسيكون الشكل الحركي على صورة قضيب طويل على طول المحور الخماسي المشترك كما هو موضح في الشكل.

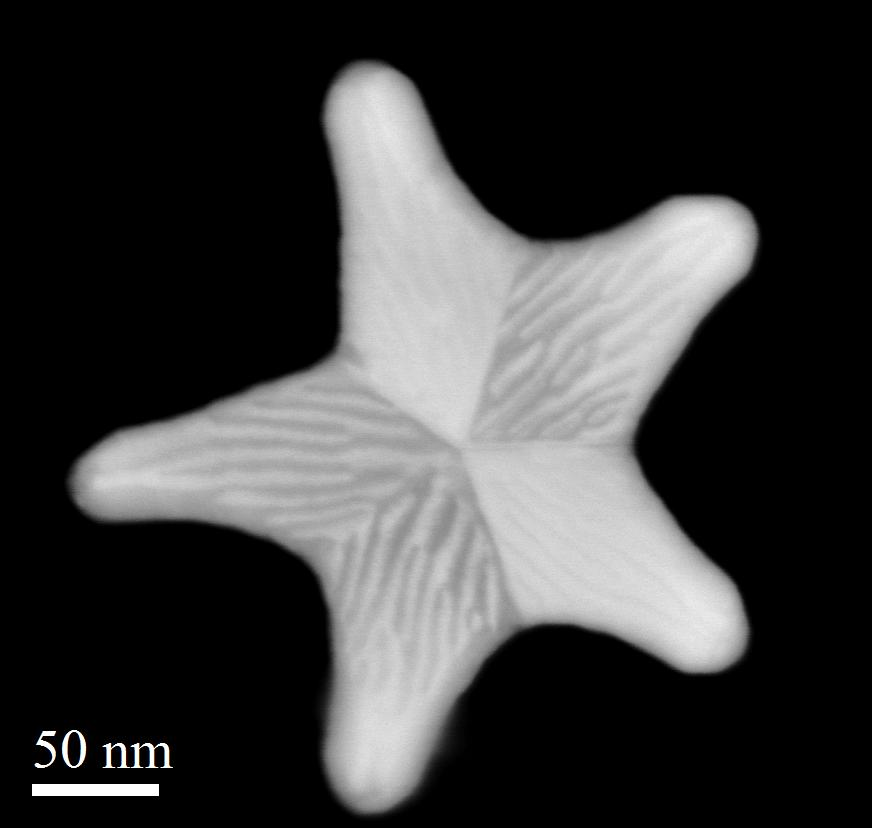
جسيم نانوي عشري السطوح يُظهر نموًا انتشاريًا diffusion growth عند الأطراف.

يمكن أن تحدث مجموعة أخرى مختلفة من الأشكال عندما تهيمن عملية انتشار الذرات إلى الجسيمات، وهو نظام نمو يسمى النمو المتحكم به بالانتشار. في مثل هذه الحالات، يمكن أن يلعب انحناء السطح دورًا رئيسيًا، على سبيل المثال، مما يؤدي إلى ظهور نتوءات تنشأ عند الزوايا الحادة لهرمين خماسي الشكل، مما يؤدي أحيانًا إلى ظهور نجوم مدببة، كما هو موضح في الشكل.

## الطاقة مقابل الحجم
النهج الأكثر شيوعًا لفهم تكوين هذه الجسيمات، والذي استخدمه إينو لأول مرة في عام 1969، هو النظر إلى الطاقة كدالة في الحجم من خلال مقارنة التوائم العشرينية الوجوه والجسيمات النانوية العشرية الوجوه والبلورات المفردة. يمكن كتابة الطاقة الكلية لكل نوع من الجسيمات على أنها مجموع ثلاثة حدود:
{\displaystyle E_{total}=E_{surface}V^{2/3}+E_{strain}V+E_{surface\ stress}V^{2/3}}
لحجم {\displaystyle V}، حيث {\displaystyle E_{surface}} هي طاقة السطح،
و{\displaystyle E_{strain}} هي طاقة إجهاد الانحراف لإغلاق الفجوة (أو التداخل للمارقشيت وغيره)،
و{\displaystyle E_{surface\ stress}} هو مصطلح اقتران لتأثير الضغط على طاقة السطح من خلال الإجهاد السطحي، والذي يمكن أن يكون مساهمة كبيرة. يجري مقارنة مجموع هذه المصطلحات الثلاثة بالطاقة السطحية الكلية لبلورة واحدة (والتي لا يوجد بها أي إجهاد)، وبمصطلحات مماثلة لجسيم عشريني السطوح. نظرًا لأن الجسيمات العشرية السطوح لها طاقة سطح إجمالية أقل من البلورات المفردة بسبب (تقريبًا، في fcc) المزيد من الأسطح ذات الطاقة المنخفضة {111}، فهي أقل في الطاقة الإجمالية لنظام الحجم المتوسط، مع كون الجسيمات العشرينية السطوح أكثر استقرارًا في أحجام صغيرة جدًا. (تحتوي الجسيمات العشرينية الوجوه على المزيد من الأوجه {111}، ولكنها أيضًا تتعرض لمزيد من الإجهاد.) في الأحجام الكبيرة، يمكن أن تصبح طاقة الإجهاد كبيرة جدًا، لذا فمن المفضل من ناحية الطاقة أن يكون هناك خلع و/أو حدود حبيبية بدلاً من الإجهاد الموزع. من المؤكد تقريبًا أن العينات المعدنية الكبيرة جدًا محاصرة في تكوينات طاقة أعلى وغير مستقرة.

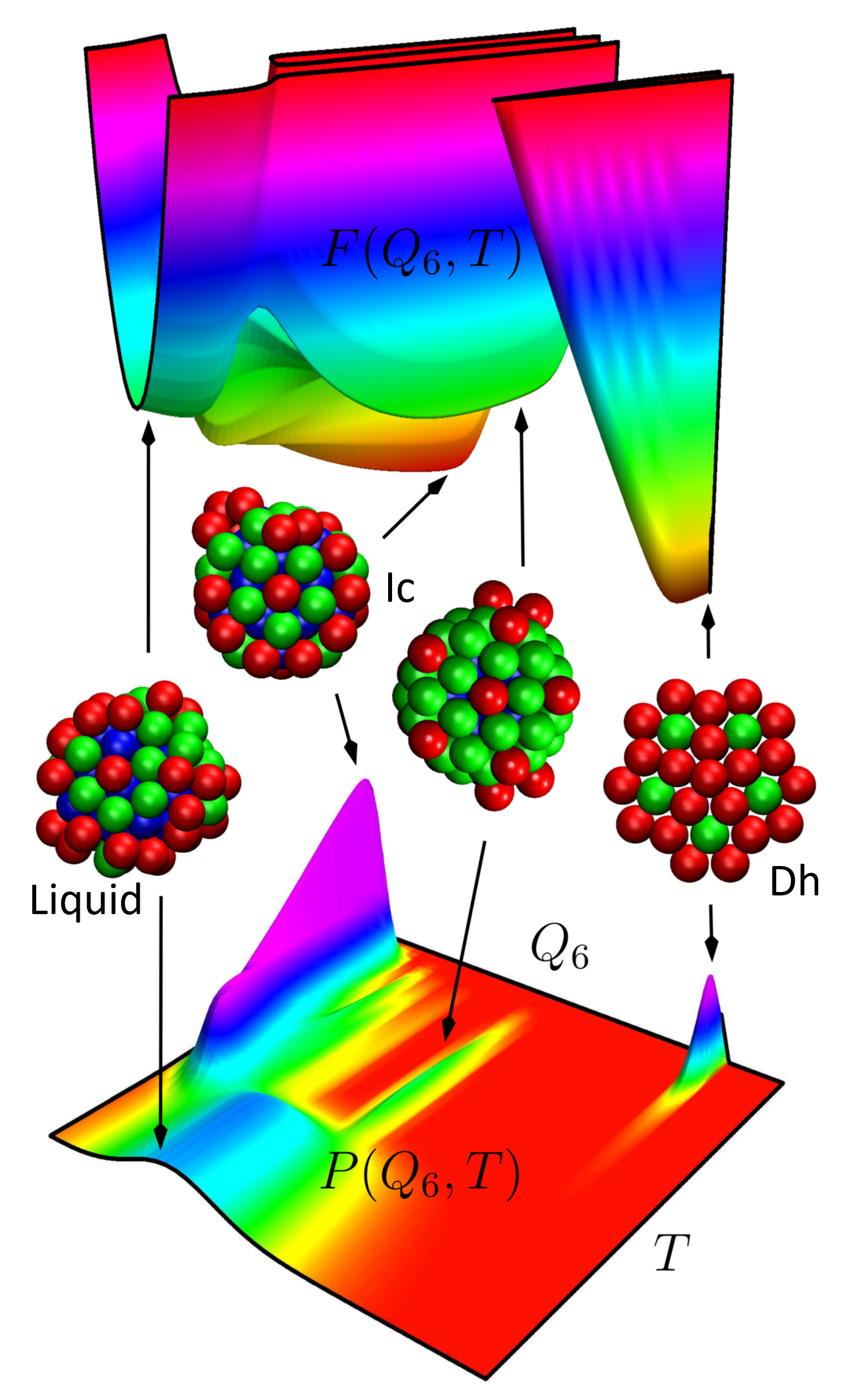
منظر الطاقة لمجموعة ليونارد جونز المكونة من 75 ذرة لدرجة الحرارة ومعامل الترتيب.

لا يوجد إجماع عام بشأن الأحجام الدقيقة عندما يكون هناك انتقال إلى نوع الجسيمات الأقل في الطاقة، حيث تختلف هذه الأحجام باختلاف المادة والبيئة مثل الغاز ودرجة الحرارة؛ مصطلح إجهاد سطح الاقتران وكذلك الطاقات السطحية للجوانب حساسة جدًا لهذه. بالإضافة إلى ذلك، وكما وصفه مايكل هوار و ب. بال لأول مرة و آر. ستيفن بيري وقد قام Pulickel Ajayan و Marks بتحليل هذه الجسيمات، كما ناقشها آخرون مثل أماندا برنارد، وديفيد جون ويلز ‏، وKristen Fichthorn، و Baletto و Ferrando, في أحجام صغيرة جدًا، سيكون هناك عدد إحصائي من الهياكل المختلفة، وبالتالي ستتعايش العديد من الهياكل المختلفة. في العديد من الحالات، يُعتقد أن الجسيمات النانوية تنمو من بذرة صغيرة جدًا دون تغيير شكلها، وتعكس توزيع الهياكل المتعايشة.
بالنسبة للأنظمة التي تكون فيها أشكال السطوح العشرينية والعشرية منخفضة الطاقة نسبيًا، فإن المنافسة بين هذه الهياكل لها آثار على التنبؤ بالهيكل وعلى الخصائص الديناميكية الحرارية والحركية الكلية. تنتج هذه عن مشهد طاقة قمعي مزدوج double funnel energy landscape حيث يجري فصل العائلتين من الهياكل بواسطة حاجز طاقة مرتفع نسبيًا عند درجة الحرارة حيث تكون في حالة توازن ديناميكي حراري. تنشأ هذه الحالة لمجموعة مكونة من 75 ذرة ذات جهد لينارد جونز، حيث يكون الحد الأدنى لطاقة الوضع الكلية هو عشري السطوح، والهياكل القائمة على عشرينية ماكاي غير المكتملة منخفضة أيضًا في طاقة الوضع، ولكنها أعلى في الإنتروبيا entropy. يعتبر حاجز الطاقة الحرة بين هذه العائلات كبيرًا مقارنة بالطاقة الحرارية المتاحة عند درجة الحرارة التي تكون فيها في حالة توازن. يظهر مثال في الشكل، مع الاحتمال في الجزء السفلي والطاقة أعلاه مع محاور معامل الترتيب {\displaystyle Q_{6}} ودرجة الحرارة {\displaystyle T}. عند درجة حرارة منخفضة، تكون مجموعة الذرات عشرية السطوح (Dh) المكونة من 75 ذرة هي الحد الأدنى للطاقة الحرة الكلية، ولكن مع ارتفاع درجة الحرارة، فإن الإنتروبيا الأعلى للهياكل المتنافسة القائمة على العشرين وجهًا غير المكتملة (Ic) تتسبب في نظير النظام المحدود لانتقال الطور من الدرجة الأولى؛ وعند درجات حرارة أعلى، يجري تفضيل الحالة الشبيهة بالسائل.
لقد جرى دعم التجارب على أساس العمل الذي حدث فيه تصوير الجسيمات النانوية الفردية باستخدام المجاهر الإلكترونية إما أثناء نموها أو كدالة مع الزمن. كان أحد أقدم الأعمال هو عمل ياجي Yagi وآخرين الذين لاحظوا بشكل مباشر التغيرات في البنية الداخلية بمرور الوقت أثناء النمو. وقد لاحظت أعمال أحدث اختلافات في البنية الداخلية في الخلايا السائلة، أو تغييرات بين الأشكال المختلفة بسبب التسخين (أو كليهما) أو شعاع الإلكترون في المجهر الإلكتروني بما في ذلك تأثيرات الركيزة substrate effects.

## التوأمة المتعاقبة
اقترح أولبريس Allpress وساندرز Sanders نهجًا بديلًا لتقليل الطاقة لفهم هذه الجسيمات يُسمى "التوأم المتتالي أو المتعاقب successive twinning". هنا نبدأ بوحدة رباعية السطوح واحدة، والتي تُشكل بعد ذلك توأمًا إما عشوائيًا أثناء النمو أو عن طريق الاصطدام مع رباعي سطوح آخر. وقد افترضوا أن يستمر هذا الأمر حتى تنضم خمس وحدات في النهاية.

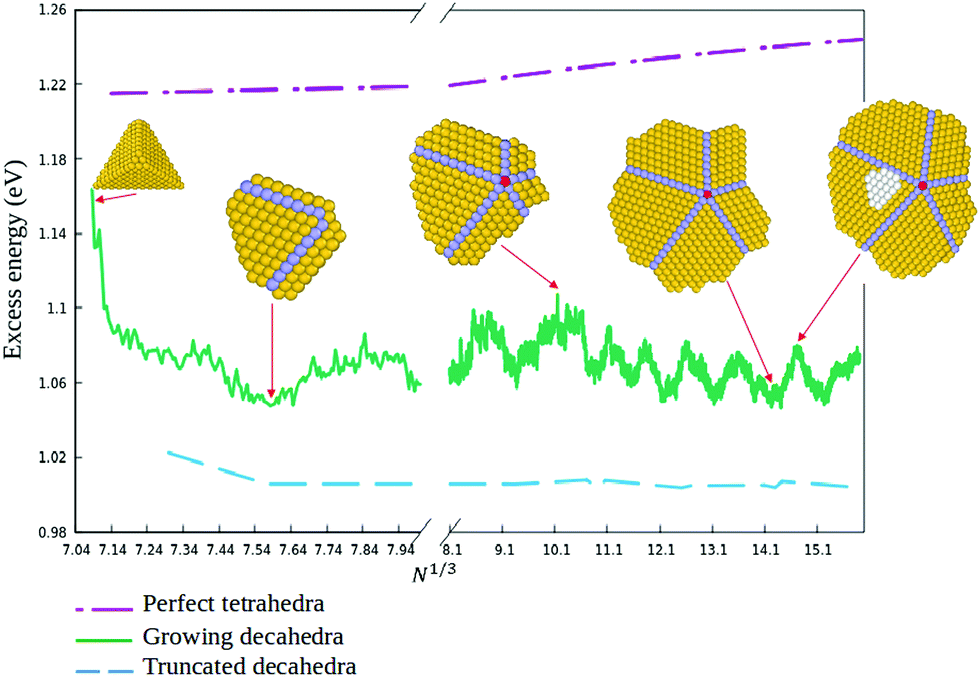
محاكاة ذرية لحركة الانحراف في الجسيمات ذات العشرة أوجه، تظهر الطاقات النسبية لعشرة أوجه ورباعية أوجه مثالية لماركس.

لقد أصبح مصطلح "التوأم المتعاقب" يعني الآن مفهومًا مرتبطًا: حركة الانحراف إما إلى أو من موضع متماثل كما هو موضح في المحاكاة الذرية في الشكل؛ انظر أيضًا Haiqiang Zhao et al للحصول على صور متشابهة جدًا من التجارب.
في حين تظهر الصور الناتجة من التجارب في كثير من الحالات هياكل متماثلة، إلا أنها في بعض الأحيان تكون أقل تماثلًا ويكون المركز الخماسي غير متماثل تمامًا. توجد حالات غير متماثلة يمكن أن تكون غير مستقرة، ويمكن أن يكون عدم التماثل أيضًا عملية تخفيف إجهاد أو يشارك في كيفية تحويل الجسيم إلى بلورات مفردة أو من بلورات مفردة. أثناء النمو قد تكون هناك تغييرات، كما لاحظ كاتسوميتشي ياجي Katsumichi Yagi وآخرون بشكل مباشر للنمو داخل المجهر الإلكتروني، وقد لوحظت هجرة الانحراف من الخارج في دراسات الخلايا السائلة في المجاهر الإلكترونية. نُشرت تفاصيل شاملة حول العمليات الذرية المشاركة في حركة الانحراف باستخدام حسابات الديناميكيات الجزيئية المدعومة بنظرية الكثافة الوظيفية كما هو موضح في الشكل.

## موضوعات ذات صلة
هناك عدد من المفاهيم والتطبيقات ذات الصلة بالجسيمات العشرية السطوح.

### أشباه البلورات
بعد فترة وجيزة من اكتشاف أشباه البلورات اقترح لينوس بولينج أن التوائم الدائرية الخماسية مثل هذه كانت مصدر بيانات حيود الإلكترون التي لاحظها دان شيختمان. على الرغم من وجود أوجه تشابه، إلا أن أشباه البلورات تعتبر الآن فئة تختلف عن الجسيمات النانوية الخماسية والجزيئات العشرينية ذات الصلة.

### المحفزات غير المتجانسة
هناك روابط محتملة للتحفيز غير المتجانس، حيث تظهر الجسيمات العشرية أداءً مختلفًا. لم تجد الدراسة الأولى التي أجراها أفيري Avery وساندرز Sanders هذه المواد في محفزات السيارات. وفي وقت لاحق، وجد ماركس Marks وهوي Howie هذه المواد في محفزات الفضة، وكانت هناك تقارير أخرى حول هذا الموضوع. وقد اقتُرح أن الإجهاد على السطح يمكن أن يغير معدلات التفاعل، وبما أن هناك أدلة على أن الإجهاد على السطح يمكن أن يغير امتصاص الجزيئات والتحفيز، فهناك دعم ظرفي لهذا. اعتبارًا من 2024، هناك بعض الأدلة التجريبية على وجود تفاعلات تحفيزية مختلفة.

### البلازمونيات
ومن المعروف أن استجابة بولاريتونات البلازمون السطحية [الإنجليزية] في الجسيمات النانوية تعتمد على شكلها. ونتيجة لذلك فإن الجسيمات عشرية السطوح لها استجابات ضوئية محددة. أحد الاستخدامات المقترحة هو تحسين امتصاص الضوء باستخدام خصائصها البلازمونية عن طريق إضافتها إلى الخلايا الشمسية البوليمرية.

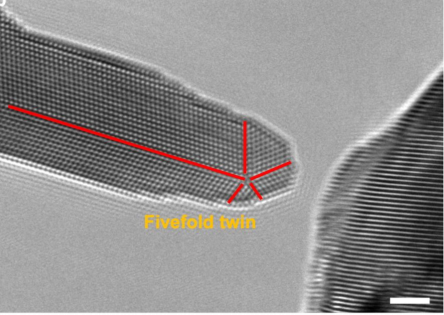
جسيم نانوي خماسي في طرف Au بعد فشل الشد. طول الشريط هو 2 نانومتر.

### الأغشية الرقيقة والتشوه الميكانيكي
كانت معظم ملاحظات الجسيمات النانوية الخماسية عبارة عن جسيمات معزولة. يمكن أن تحدث هياكل مماثلة في الأغشية الرقيقة عندما تندمج الجسيمات لتكوين طبقة مستمرة، لكنها لا تتبلور مرة أخرى على الفور. يمكن أن تتشكل أيضًا أثناء عملية التلدين للأغشية، والتي أشارت محاكاة الديناميكيات الجزيئية إلى أنها ترتبط بحركة الحدود التوأم والانحراف، على غرار حالة الجسيمات النانوية المعزولة الموصوفة سابقًا. هناك أدلة تجريبية في الأغشية الرقيقة تشير إلى التفاعلات بين الخلع الجزئي والانفصالات، كما ناقشها دي ويت في عام 1971. يمكن أيضًا تشكيلها عن طريق التشوه الميكانيكي. وقد نُسب تكوين بنية الجسيمات النانوية الخماسية المحلية عن طريق التلدين أو التشوه إلى مزيج من تخفيف الإجهاد والحركة التوأمة، وهو ما يختلف عن تكوين الجسيمات المعزولة التي تحركها طاقة السطح الموصوفة أعلاه.

### عامة
1. ↑  في علم المعادن، يشار إلى الأجسام التي يبلغ حجمها مليمترًا عادةً باسم البلورات. وفي مجالات أخرى، تختلف المصطلحات. فعندما يحتوي جسم صغير على عدد قليل جدًا من الذرات، على سبيل المثال أصغرها ذرات وهي سبع ذرات، يُطلق عليه اسم عنقود. كما يُطلق عليها أحيانًا أيضًا اسم النوى أو البذور. وفي نطاق الحجم 2-100 نانومتر، يُطلق عليها حاليًا اسم الجسيمات النانوية، على الرغم من أن الأسماء السابقة كانت جسيمات صغيرة وجسيمات دقيقة.
2. ↑  في الأوراق البحثية حول الجسيمات النانوية وكذلك الفيزياء والكيمياء، يُستخدم مصطلح facet بشكل شائع للإشارة إلى الأسطح الخارجية المسطحة، وهذا هو ما يُستخدم به هنا. في المنشورات حول المعادن، يُستخدم مصطلح facet بشكل أكثر شيوعًا للإشارة إلى الأسطح الخارجية التي يتم إنشاؤها على أسطح الأحجار الكريمة عن طريق القطع والتلميع، ويُستخدم مصطلح surface face للإشارة إلى الأسطح البلورية الأصلية مثل {111}، والتي يُطلق عليها أحيانًا أيضًا الأوجه الطبيعية.
3. ↑  cyclic twin
4. ↑  Atlas der Kristallformen
5. ↑  Shozo Ino
6. ↑  Shiro Ogawa
7. ↑  multiply twinned particles MTPs
8. ↑  decahedral MTPs" أو "icosahedral MTPs"
9. ↑  الاستخدام الشائع هو ربط أسماء مجموعات النقاط بالأشكال المقابلة في بُعدين، مثل الخماسي pentagonal مع الخماسي pentagon، والمتعدد السطوح في ثلاثة أبعاد مثل عشري السطوح decahedral لعشري السطوح decahedron (هرم خماسي ثنائي السطوح) وعشريني السطوح icosahedral لعشروني السطوح icosahedron.

## روابط خارجية
- "Crystal creator code". www.on.msm.cam.ac.uk (بالإنجليزية). Archived from the original on 2024-11-09. Retrieved 2024-04-01. Code from the group of Emilie Ringe which calculates thermodynamic and kinetic shapes for decahedral particles and also does optical simulations, see also Boukouvala, Christina; Ringe, Emilie (17 Oct 2019). "Wulff-Based Approach to Modeling the Plasmonic Response of Single Crystal, Twinned, and Core–Shell Nanoparticles". The Journal of Physical Chemistry C (بالإنجليزية). 123 (41): 25501–25508. DOI:10.1021/acs.jpcc.9b07584. ISSN:1932-7447. PMC:6822593. PMID:31681455..
- "WulffPack – a package for Wulff constructions". wulffpack.materialsmodeling.org (بالإنجليزية). Archived from the original on 2024-11-09. Retrieved 2024-04-01. Code from J M Rahm and P Erhart which calculates thermodynamic shapes, both continuum and atomistic, see also Rahm، J.؛ Erhart، Paul (2020). "WulffPack: A Python package for Wulff constructions". Journal of Open Source Software. ج. 5 ع. 45: 1944. Bibcode:2020JOSS....5.1944R. DOI:10.21105/joss.01944. ISSN:2475-9066..
- "Shape Software". www.shapesoftware.com. مؤرشف من الأصل في 2024-06-08. اطلع عليه بتاريخ 2024-05-09. The code can be used to generate thermodynamic Wulff shapes including twinning.